# Верзин, Сергей Владимирович
Сергей Владимирович Верзин (1898—1941) — советский военный деятель, генерал-майор.

## Биография
Родился в Бронницах, или, возможно, в Муриково. В 1912 получил в Бронницах начальное школьное образование. С октября 1918 в РККА, участник Гражданской войны. Член РКП(б) с 1919. С апреля 1920 командир взвода 1-го Туркестанского полка. Окончил Витебские командные курсы и в сентябре 1920 назначен командиром роты этого же полка. С января 1921 временно исполняющий должность командира батальона 481-го стрелкового полка 54-й стрелковой дивизии. С сентября 1921 командир роты в военной школе 133-й стрелковой бригады. В ноябре 1923 назначен помощником командира роты, с октября 1924 стал временно исполняющим должность командира роты, с октября 1925 становится командиром роты. В 1927 окончил пехотную школу и в октябре 1928 назначен начальником полковой школы 135-го стрелкового полка 45-й стрелковой дивизии. В 1929 окончил курсы «Выстрел». В марте 1931 начальник штаба 137-го Киевского стрелкового полка, с апреля 1933 командир и военком 136-го стрелкового полка, с апреля 1938 помощник командира 96-й стрелковой дивизии, с ноября 1938 помощник командира 44-й стрелковой дивизии. С мая 1939 командир 7-й стрелковой дивизии. В 1939—1940 участвует в освободительном походе Красной армии в Бессарабию и в финской кампании, где участвовал в прорыве линии Маннергейма.
Участник Великой Отечественной войны с первого дня, дивизия под его командованием в составе 8-го стрелкового корпуса 26-й армии, выполняя план прикрытия государственной границы СССР, участвовала в боях в районе Львовского выступа. 12 июля 1941 находящаяся под его командованием 173-я стрелковая дивизия была передана в состав 12-й армии, а 16 июля — в состав 6-й армии.
С конце июля и в первых числах августа 1941 дивизия вместе с остатками 6-й и 12-й армий оказалась в окружении в Уманском котле. 9 августа, после возглавляемой им штыковой атаки, будучи тяжело раненым и не желая сдаваться в плен врагу, застрелился. Похоронен в селе Подвысокое.

## Звания
- рядовой (октябрь 1918);
- полковник (29 апреля 1938);
- комбриг (4 сентября 1939);
- генерал-майор (4 июня 1940).

## Награды
- Орден Красного Знамени (1940);
- Медаль «XX лет РККА» (22 февраля 1938).